# رهگیر (فیلم)
رهگیر (انگلیسی: Interceptor) یک فیلم آمریکایی-استرالیایی در ژانر اکشن، ماجراجویی و درام به کارگردانی متیو رایلی و نویسندگی استوارت بیتی می‌باشد که در ۲۶ مه ۲۰۲۲ اکران شد. در این فیلم السا پاتاکی و لوک بریسی به ایفای نقش می‌پردازند. رهگیر در مورد تروریست‌هایی است که می‌خواهند با موشک‌های دزدیده شده به ایالات متحده حمله اتمی انجام دهند. هنگامی که تروریست‌ها از راه دور به یک سکوی رهگیر موشکی که می‌تواند موشک‌ها را متوقف سازد حمله ور می شوند یک افسر به‌ نام پاتاکی با شجاعت و تدبیر از این تأسیسات دفاع می‌کند. این فیلم بارها با ترجمه فارسی منتشر شده است .

## داستان
ایالات متحده آمریکا دارای دو سایت پرتاب رهگیر با هدف رهگیری هرگونه پرتاب کلاهک هسته‌ای است. اولین مورد فورت گریلی در آلاسکا توسط مهاجمان ناشناس که احتمالاً وابسته به یک جناح تروریستی هستند مورد حمله قرار می‌گیرد در حالی که ۱۶ کلاهک هسته‌ای به‌طور همزمان از خاک روسیه ضبط می‌شود. سایت دوم یک سکوی دورافتاده در وسط اقیانوس آرام است.
کاپیتان جی جی کالینز اخیراً به فرماندهی دومین سایت پرتاب موشک رهگیر ارتش ایالات متحده منصوب شده‌است. پس از آن که کالینز یک پرونده جنجالی را به پایان رساند که در آن سوء رفتار جنسی توسط یکی از مافوق های خود را گزارش کرده‌ بود،  مافوق هایش او را برای انتقام به یکی از ایستگاه‌های راه دور اعزام کردند. کالینز در آنجا با هجو، قلدری و تهدید از سوی همکاران خود مواجه شد.
کالینز که در ایستگاه تحت فرماندهی سرهنگ دوم مارشال در کنار بیکر و راهول شاه در مرکز فرماندهی ایستگاه کار می کرد، او خود را به عنوان بخشی از آخرین خط دفاعی پس از تسلط خصمانه فورت گریلی می‌یابد. 
گروه کوچکی از مأموران به رهبری سرباز سابق اطلاعات نظامی کسل به ایستگاه نفوذ می‌کنند که بلافاصله مارشال و دیگر سرنشینان پایگاه را می‌کشند و تنها کالینز، شاه و بیکر که بیهوش شده بودند جان سالم به در می‌برند. نفوذی‌ها سعی می‌کنند با ورود به مرکز فرماندهی مذاکره کنند تا بتوانند سیستم رهگیر را خلع سلاح کنند و قاره آمریکا را برای حمله هسته‌ای از ۱۶ کلاهک دزدیده شده باز بگذارند. با این حال آن‌ها رد می‌شوند و سعی می‌کنند در عوض با مشعل‌های دمنده وارد شوند. یک عامل پس از ورود از طریق یک دریچه کف حمله غافلگیرانه‌ای را آغاز می‌کند اما توسط کالینز و شاه شکست می‌خورد و کشته می‌شود. بیکر به هوش می‌آید و خود را فردی درونی برای نفوذی‌ها نشان می‌دهد و با انگیزه یک روز حقوقی بزرگ و بیگانه‌هراسی، هم کالینز و هم شاه را زیر اسلحه نگه می‌دارد و در عین حال به کسل و عوامل باقی‌مانده اجازه می‌دهد وارد شوند و کنترل را به دست بگیرند.
کسل یک فید زنده را ربوده و مانیفست خود را در مورد شکست‌های تاریخ ایالات متحده به صورت آنلاین پخش می‌کند. او نام شانزده شهر آمریکایی که باید نابود شوند، را به جناح تروریست داده و دستور می دهد فوراً موشک های هسته‌ای را پرتاب کنند.
کالینز از زندان خارج می‌شود و کسل، بیکر و یکی از سرسپردگان را از مرکز فرماندهی بیرون می‌آورد در حالی که کیرا، تنها عامل دشمن را که هنوز در اتاق بود و یک سرسپرده دیگر را شکست داده را می‌کشد. کسل در تلاش برای اینکه بتواند کالینز را تسلیم کند پدرش را شکنجه می‌دهد اما کالینز شکست را قبول نمی‌کند و ظاهراً وقتی انتقال قطع می‌شود، پدرش کشته می‌شود. کسل به نقشه دوم روی می‌آورد و پروتکل سکون ایستگاه را آغاز می‌کند و با خودش می گوید که اگر نتواند کنترل آن را در دست بگیرد، ایستگاه را غرق کند. هنگامی که ایستگاه شروع به غرق شدن می‌کند، شاه به طور داوطلب از طریق دریچه کف وارد اقیانوس می‌شود تا بتواند دریچه های ایستگاه را دستکاری کند تا ایستگاه را از غرق شدن نجات دهد، شاه موفق می شود تا سرعت ایستگاه را کم کند به طوری که رهگیرها همچنان قادر به پرتاب و نابود کردن آن‌ها باشند. زمانی که کلاهک‌ها در نهایت از فضای هوایی بالای سر عبور می‌کنند. شاه موفق می‌شود، اما توسط بیکر کشته می‌شود.
کالینز تصمیم می‌گیرد که یک قمار مخاطره‌آمیز انجام دهد و در مرکز فرماندهی پنهان شود و به کسل، بیکر و سرسپرده باقی مانده اجازه دهد تا مرکز به ظاهر خالی را غیرفعال کنند. بیکر می‌رود تا سقف ایستگاه را بررسی کند تا او را پیدا کند و از بین ببرد.
کالینز می‌تواند مخفیانه سرسپرده باقی مانده را در حالی که کسل از اتاق فرار می‌کند، بفرستد اما با گرفتن یک لپ‌تاپ به پشت بام می‌رود و دستگاه را وصل می‌کند و امیدوار است که بتواند با استفاده از این روش موشک‌های رهگیر را به صورت دستی پرتاب کند. با این حال بیکر او را پیدا می کند و با هم درگیر مبارزه تن به تن می‌شوند و کالینز با استفاده از سیم تیغ سر بیکر را بریده و او را می کشد. 
کسل که قبلاً یک زیردریایی روسی را فراخوانده بود تا تیم عملیاتی را دور خودش جمع کند، کالینز را درست زمانی که موشک‌های رهگیر را با موفقیت پرتاب می‌کرد قبل از عبور موشک‌ها از نقطه رهگیری پیدا میکند و با کالینز درگیر می‌شود. نقشه کسل با شکست مواجه شد زیرا درست همان‌طور که زیردریایی روسی از دریا بالا می‌رود دو روس از برج زیردریایی بیرون می‌آیند، اما به جای شلیک به کالینز، به سمت کسل شلیک می‌کنند و کسل تحت تسلط کالینز قرار می‌گیرد.  
کالینز بعداً از رویداد خود در بیمارستان بهبود می‌یابد و رئیس‌جمهور ایالات متحده شخصاً به خاطر تلاش‌هایش به او ترفیع می‌دهد. رئیس جمهور همچنین با پدر کالینز که توسط دوستانی که شاهد وضعیت اسفبار او در پخش زنده بودند نجات یافته بود، ملاقات می‌کند و به خاطر اندوهش برای مرگ شاه به او دلداری می‌دهد.

## بازیگران
- السا پاتاکی در نقش کاپیتان جی. کالینز
- لوک بریسی در نقش الکساندر کسل
- آرون گلنین در نقش بیور بیکر
- ماین مهتا در نقش سرجوخه راهول شاه
- ریس مولدون در نقش سرهنگ دوم کلارک مارشال
- بلیندا جومبوه در نقش پرچمدار واشینگتن
- مارکوس جانسون در نقش ژنرال دایسون
- کالین فریلز در نقش فرانک کالینز
- زوئی کاردیس به عنوان رئیس‌جمهور والاس

علاوه بر این، مارک دسایکس به‌عنوان استراتژیست نادیده‌انگیز تئوری بازی ظاهر می‌شود که به رئیس‌جمهور مشاوره می‌دهد، در حالی که یکی از تهیه‌کنندگان اجرایی فیلم، کریس همسورث، نقشی نامشخص به عنوان فروشنده در  فروشگاه لوازم الکترونیکی مصرفی دارد.

## تولید
رایلی، در سال ۲۰۱۷ شروع به نوشتن فیلمنامه رهگیر کرد. فیلمنامه عمدتاً در یک مجموعه انجام شد، زیرا رایلی می‌خواست اطمینان حاصل کند که بودجه فیلم از ۱۵ میلیون دلار بیشتر نمی‌شود.
بیتی فیلمنامه را با تهیه‌کنندگان به اشتراک گذاشت و به آنها گفته شد که رایلی قصد دارد کارگردانی کند. رایلی، در این مورد با مخالفت‌هایی روبرو شد، اما در حفظ موقعیت خود به عنوان کارگردان موفق بود. نتفلیکس فیلم را روشن کرد و السا پاتاکی برای ایفای نقش شخصیت اصلی، با جی جی کالینز قرارداد امضا کرد. او با کمک همسرش کریس همسورث، که به عنوان تهیه‌کننده اجرایی خدمت می‌کرد و همچنین نقشی نامشخص به عنوان کارمند فروش فروشگاه تلویزیون داشت، هر روز تا پنج ساعت تمرین کرد تا برای این نقش آماده شود.
فیلمبرداری در نیو ساوت ولز استرالیا در مدت ۳۳ روز انجام شد و فیلم از ۲۹ مارس ۲۰۲۱ شروع شده است.

## انتشار
رهگیر در ۳ ژوئن ۲۰۲۲ به صورت جهانی در نتفلیکس اکران شد. برنامه‌هایی برای اکران فیلم در سینماهای استرالیا در سال ۲۰۲۱ اعلام شد، اما ناکام ماند. در عوض، این فیلم در ۲۶ مه ۲۰۲۲، یک هفته قبل از اکران جهانی نتفلیکس، در استرالیا اکران شد.

## بازخورد
در وبگاه جمع‌آوری نقد راتن تومیتوز، ٪۴۴ از ۴۳ بررسی منتقدان مثبت است و میانگینِ امتیاز آن ۴٫۷/۱۰ است. اجماع این وبگاه چنین می‌نویسد: «رهگیر ممکن است جرقه‌ای از علاقه را در میان بینندگانی ایجاد کند که برای دیدن یک اکشن هیجانی بی‌معنی بپیوندند، اما چیزی در اینجا وجود ندارد که آن‌ها قبلاً ندیده باشند.» این فیلم در متاکریتیک که از میانگین وزنی استفاده می‌کند، بر اساس نظر ۶ منتقدین امتیاز ۵۱ از ۱۰۰ را کسب کرده که نشان‌گر «نقدهای مختلط یا متوسط» است.